# لودویکوویتسه کووزکیه
لودویکوویتسه کووزکیه (به لاتین: Ludwikowice Kłodzkie) یک روستا در لهستان است که در گمینا نووا رودا واقع شده‌است. لودویکوویتسه کووزکیه ۲٬۵۴۰ نفر جمعیت دارد.